# Црква Светог пророка Илије у Доњем Сухотну
Црква Светог пророка Илије у Доњем Сухотну, насељеном месту на територији општине Алексинац, припада Епархији нишкој Српске православне цркве.
Изградња цркве посвећене Светом пророку Илији је започета 1998. године, по пројекту Завода за заштиту споменика из Ниша. Темеље храма осветио је епископ нишки господин Иринеј. Радови на храму су завршени 2013. године. Постављен је иконостас и ради се живопис. Храм још увек није освећен.